# Scheltemaia bassensis
Scheltemaia bassensis is een Solenogastressoort uit de familie van de Pruvotinidae. De wetenschappelijke naam van de soort is voor het eerst geldig gepubliceerd in 2000 door Scheltema & Schander.